# Gulgrön pisksnok
Gulgrön pisksnok (Hierophis viridiflavus) är en ormart i familjen snokar. Liksom de flesta snokar är den inte påtagligt giftig och är ofarlig för människan. Ormen kallas även gulgrön pilsnok.

## Kännetecken
Den gulgröna pisksnoken blir mellan 1,2 och 1,8 meter lång. Kroppen är slank, huvudet är svart med gula fläckar, stora ögon och runda pupiller.  Färgen är svart med gulgröna teckningar på själva kroppen, medan den långa svansen har tunna längslinjer i gult och svart. Det finns också en färgform med helsvart ovansida, som åtminstone tidigare betraktades som en egen underart (se Systematik nedan).

## Utbredning
Arten finns från norra Spanien, Frankrike (inklusive Korsika), södra Schweiz, Italien, sydvästra Slovenien, norra Kroatien samt den grekiska ön Gyaros, vars bestånd tidigare betraktades som en egen art. Den räknas som livskraftig på IUCNs rödlista, och populationen är stabil. I tätbebyggda områden dödas dock många ormar av bilar. Många faller också offer för människor som betraktar dem som farliga.

## Ekologi

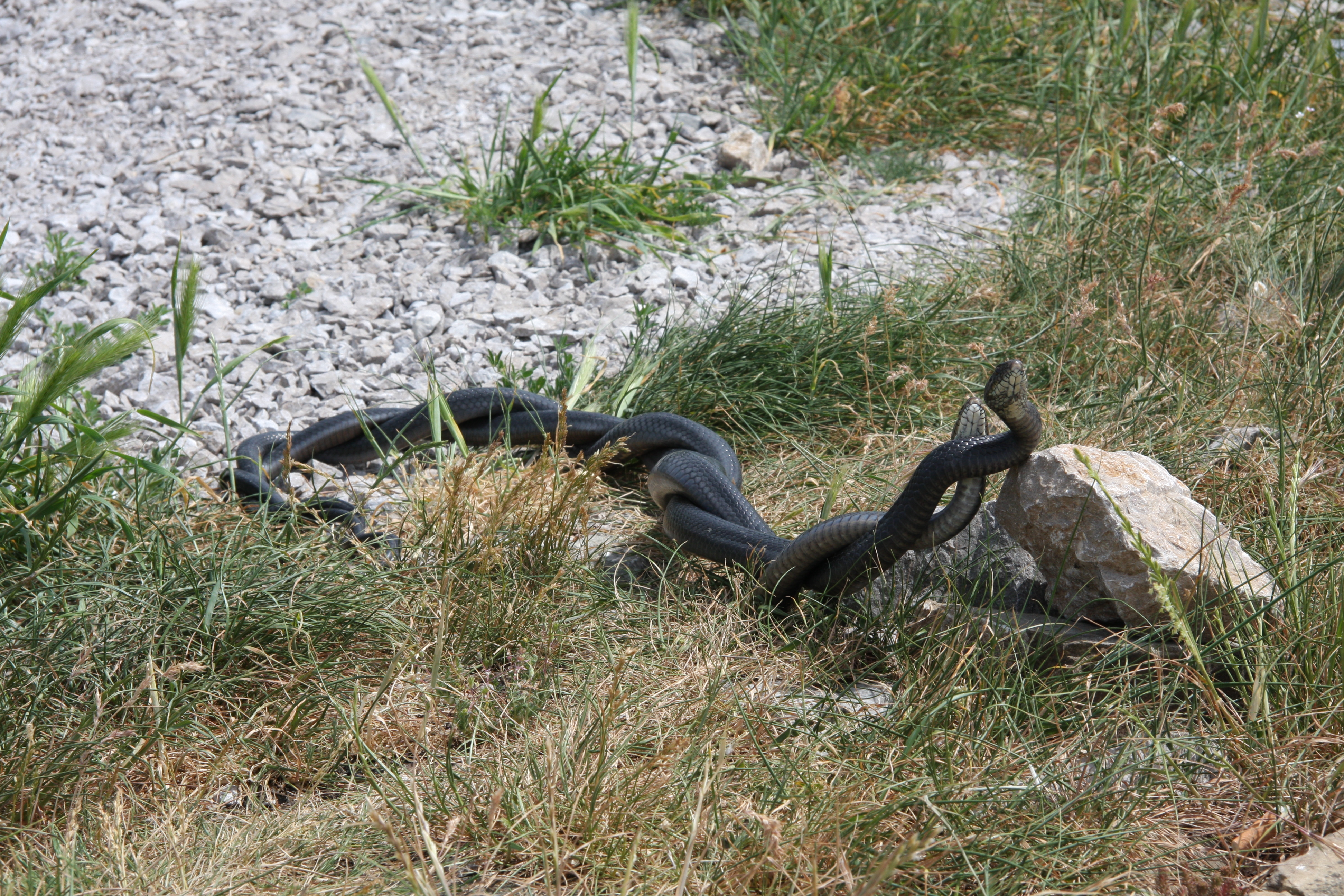
Gulgröna pisksnokar som parar sig

Den gulgröna pisksnoken lever på torra solbelysta marker, till exempel macchia och liknande buskvegetation, gles löv- och blandskog, hedar, jordbruksmark, torra flodbäddar, vägkanter samt murar och ruiner. Den kan nå upp till 2 000 m i bergen.
Arten är en dagaktiv, smidig och mycket snabb orm som inte tvekar att försvara sig genom att bitas om den blir infångad. Den klättrar gärna i träd och buskar. Arten jagar främst ödlor, däggdjursungar och fåglar, men tar också grodor, andra ormar, sniglar och insekter. Den slingrar sig omkring och kväver större byten innan de äts upp, medan mindre byten äts levande. Ungarna jagar främst små ödlor och gräshoppor.
Arten övervintrar mellan oktober och mars, ofta gruppvis.

### Giftighet
Arten har hittills betraktats som helt ogiftig. Vissa forskningsrapporter förefaller dock tyda på att en körtel med hittills okänd funktion kan producera ett svagt, neurotoxiskt gift som kan ge symtom på bristande muskelkontroll hos offer som blivit bitna under längre tid (mellan 1 och 5 minuter). Den här typen av försvarsbeteende är emellertid mycket ovanligt, och används troligen endast mot envisa fiender; få andra låter sig bitas under så lång tid. De studerade fallen rör sig också om personer som antingen försökt fånga eller tagit upp och hanterat ormen.

### Fortplantning
Under sommaren lägger honan mellan 5 och 15 ägg under stenar och löv. Efter 1 till 2 månader kläcks ungarna. Arten blir könsmogen vid 4 års ålder.

## Systematik
Artens systematik förefaller något osäker. Tidigare erkände man allmänt två underarter:
- Hierophis viridiflavus viridiflavus
- Hierophis viridiflavus carbonarius

Kring 2002 hävdade flera forskare att H. v. carbonarius troligtvis endast var en geografisk form, men vissa forskare har senare åter börjat tala om två underarter.
Den gulgröna pisksnoken fördes tidigare till släktet Coluber.